# Jean-Louis Murat
Jean-Louis Murat, pseudonimo di Jean-Louis Bergheaud (Chamalières, 28 gennaio 1952 – Orcival, 25 maggio 2023), è stato un cantante, musicista e attore francese.
Esplorò pop, rock, soul e new wave. Pubblicò alcuni dischi firmandosi semplicemente Murat.

## Biografia
Suo padre era un falegname e un musicista non professionista. Dopo il divorzio dei genitori, Jean-Louis trascorse tutta la giovinezza nella fattoria dei suoi nonni a Murat-le-Quaire. 
Già all'età di 7 anni si sentì portato per la musica: entrato in conservatorio, fu ammesso nelle sezioni dei fiati, degli ottoni e del canto. A 15 anni, il suo insegnante di inglese gli fece scoprire la musica soul, il jazz e diversi artisti blues come John Lee Hooker, T-Bone Walker o Memphis Slim. Ma dopo aver superato il baccalaureat (fu il primo nella sua famiglia) preferì per qualche tempo svolgere diversi lavoretti in Francia e in altri Paesi d'Europa, adottando lo stile di vita di Jack Kerouac. Solo nel 1977, ritornato finalmente a casa, si dedicò nuovamente alla musica.
Con alcuni amici di Clermont-Ferrand creò un gruppo rock chiamato Clara, del quale fu voce, sassofonista e chitarrista. La band poi si sciolse ma Jean-Louis, notato da William Sheller, incise un 45 giri comprendente 3 canzoni, intitolato Suicidez-vous, Le Peuple est mort, con una foto di Jean-Baptiste Mondino in copertina: nonostante il favore dei critici, il disco registrò scarse vendite poiché si diceva che il suo ascolto avesse indotto una ragazza a suicidarsi e conseguentemente molte radio optarono per la censura. Seguì un mini album eponimo nel 1982 comprendente 6 canzoni, e un album nel 1984 chiamato Passions Pivées, le cui vendite furono ancora una volta molto basse (appena 2.000 copie), sicché la sua etichetta discografica rescisse il contratto. 
Nel 1985, Jean-Louis Murat passò alla CBS ma non riuscì a incidere dischi; l'anno dopo colse al volo l'opportunità di lavorare per la Virgin Records e nel 1988 fece uscire finalmente un album di grande successo, Cheyenne Autumn, registrato a Londra.
Nel 1990 debuttò come attore in un film di Jacques Doillon, La vengeance d'une femme, dove affiancò le già note attrici Isabelle Huppert e Béatrice Dalle. Ebbe anche altri ruoli cinematografici, ma la fama maggiore gli derivò dal singolo Regrets, un duetto con Mylène Farmer nel 1991 (numero 3 nella Top 50 e più di 300.000 copie vendute).
Profondamente legato all'Alvernia, regione dove visse, vi trasse un'ispirazione poetica molto personale. Divenne un artista musicale prolifico, con album dal vivo ricavati da fortunati tour.
Nel 1996 recitò nel film Mademoiselle personne, componendone anche la colonna sonora.
Murat è morto nel 2023, a causa di un'embolia polmonare.

## Vita privata
Sposatosi all'età di 17 anni, divorziò a 19, dopo la nascita del suo unico figlio. Negli ultimi anni supportò la causa del Tibet.

## Filmografia parziale
- La Vengeance d'une femme, regia di Jacques Doillon (1990)